# Gospodarstwo bez ziemi
Gospodarstwo bez ziemi – kategoria małych jednostek produkcyjnych w rolnictwie, które w wyniku polityki strukturalnej lub transformacji gospodarczej wyzbyły się gruntów rolnych, lecz nadal dysponują budynkami, obejściami gospodarczymi i przestrzenią rolniczą (do 1 ha) oraz nierolniczą, pozwalającą na prowadzenie działalności rolniczej i okołorolniczej. Funkcje gospodarstw bez ziemi mają charakter uzupełniający lub wspomagający rolnictwo właściwe.

## Definicja gospodarstwa bez ziemi
W literaturze przedmiotu brak jednolitej definicja gospodarstwa bez ziemi. Na poziomie Unii Europejskiej określenie dotyczące gospodarstw niskotowarowych są zdefiniowane jako te „gospodarstwa rolne, które produkują głównie na własne potrzeby, a także sprzedają część swoich produktów”. Definicja ta została wprowadzona jako część Aktu Przystąpienia Bułgarii i Rumunii do UE, w części dotyczącej gospodarstw poddawanych restrukturyzacji.
Bartosz Mickiewicz i Antoni Mickiewicz stwierdzają, że W literaturze przedmiotu brak jednolitej definicji małego gospodarstwa rolnego. Pojęcie to kojarzy się często z małą wielkością gospodarstwa, niskim dochodem, niewielkimi nakładami pracy żywej czy uprzedmiotowionej, przestarzałą technologią lub niskim poziomem produkcji (niskotowarowością). Gospodarstwa małe produkują głównie na własne potrzeby, a sprzedają jedynie nieskonsumowane nadwyżki.
Według Wojciecha Sroki i Wojciecha Musiała Pojęcie małego gospodarstwa rolnego często stosowane jest zamiennie z takimi terminami jak: gospodarstwo drobne, drobnotowarowe, niskotowarowe, małotowarowe nietowarowe, samozaopatrzeniowe itp. Wymienione terminy mają zbliżone znacznie, jednak nie są tożsame.
Wojciech Musiał i Mirosław Drygas do najczęściej stosowanych kryteriów delimitacji drobnych gospodarstw rolnych zaliczają powierzchnię gospodarstwa rolnego, wielkość ekonomiczna wyrażona w SO i udział wielkości sprzedaży produktów rolnych.

## Gospodarstwa bez ziemi w świetle Rezolucji Parlamentu Europejskiego
Rezolucja Parlamentu Europejskiego w sprawie przyszłości małych gospodarstw rolnych z 2014 r. wskazała, że małe gospodarstwa rolne stanowią nieodłączny element europejskich obszarów wiejskich, dostarczając licznych dóbr publicznych, utrzymują różnorodność krajobrazu, zapewniają pracę wielu osobom na obszarach wiejskich.
Małe gospodarstwa charakteryzują się niższą efektywnością, większym zatrudnieniem i różnorodnością produkcji. Ich właściciele są najczęściej w podeszłym wieku, mają niższe wykształcenie niż rolnicy towarowi i borykają się z brakiem aktywnych następców.
Małe gospodarstwa rolne mają co do zasady cztery możliwe ścieżki działania:
- rozwój poprzez powiększanie swojego obszaru i zwiększanie produkcji, aby stać się pełnym uczestnikiem rynku;
- kontynuacja swojej działalności połączona ze zmianami poprzez dywersyfikację źródeł dochodu, a więc podejmowanie dodatkowych kierunków produkcji, które dają nowy dochód bądź częściowe zatrudnienie poza gospodarstwem;
- likwidacja wskutek przekazania ziemi gospodarstwom rozwojowym, podczas gdy właściciele przechodzą na emeryturę bądź podejmują inną formę zatrudnienia;
- trwanie w dotychczasowej formie i późniejsze przejmowanie przez następne pokolenia z braku możliwości zatrudnienia i innych źródeł dochodu.

## Rola gospodarstw bez ziemi
Gospodarstwa bez ziemi spełniają nie tylko funkcje produkcyjne, ale w dużej mierze także pozaprodukcyjne. Poprzednio w krajobraz wsi były wpisane usługi związane bezpośrednio z obsługą gospodarstwa wiejskiego typu kowalstwo, kołodziejstwo, stolarstwo, bednarstwo, rymarstwo itp. Wraz z postępem szereg tych zawodów stopniowo zanikało, bądź pozostały w szczątkowej postaci. Pojawiły się natomiast nowe zawody i usługi związane ze współczesną sytuacją na obszarach wiejskich. Dużego znaczenia zaczęły nabierać nowego typu usługi związane z pojawianiem nowoczesnej techniki w rolnictwie, problemy z wdrażaniem innowacyjnych procesów produkcyjnych, a także zjawisko stopniowej informatyzacji i cyfryzacji obszarów wiejskich. W niektórych krajach gospodarstwa bez ziemi stanowią rezerwuar siły roboczej, która jest wykorzystywana przy sezonowym zbiorze w sadach, winnicach, na plantacjach truskawek lub innych owoców miękkich. Ponadto gospodarstwa stanowią bazę dla rozwoju agroturystyki, a także są miejscem tworzenia wyrobów regionalnych i rękodzielniczych, takich jak produkty garncarskie, wikliniarskie czy rzemiosła artystycznego. Gospodarstwa bez ziemi są predysponowane do podjęcia przetwórstwa produktów rolnych, pszczelarstwa, obróbki drewna, produkcji energii odnawialnej (OZE), akwakultury czy leśnictwa.

## Liczba małych działek rolnych do 1 ha
Od 1950 r. przeprowadzano co 10 lat powszechne spisy rolne, które obejmowały wszystkie działki rolne występujące w rolnictwie polskim. Duża liczba małych działek (do 1 ha) o niskim potencjale produkcyjnym i rozproszonych terytorialnie zniekształcała strukturę agrarną i nie odzwierciadlała rzeczywistej liczby gospodarstw rolnych występujących w kraju. W spisach rolnych wykazywano najpierw bardzo małe działki liczące od 0,1 do 0,2 ha, od 0,2 do 0,5 ha oraz od 0,5 do 1,0 ha. Dlatego w 1980 r. wyodrębniono małe działki do 1,0 ha, które nie były wliczane do statystyki obejmującej strukturę agrarną gospodarstw rolnych.
Przykładowo według danych roczników statystycznych liczba działek rolnych do 1 ha przedstawiała się następująco:
- 2000 r. – 973,5 tys. – co stanowiło 34,1% ogólnej liczby gospodarstw rolnych;
- 2002 r. – 960,0 tys. – co stanowiło 32,9% ogólnej liczby gospodarstw rolnych;
- 2005 r. – 946,7 tys. – co stanowiło 34,6% ogólnej liczby gospodarstw rolnych.

## Liczba gospodarstw bez ziemi do 1 ha
W ujęciu statystycznym za gospodarstwo bez ziemi uznaje się jednostki mieszczące się w przedziale obszarowym do 1 ha. Według Unii Europejskiej za gospodarstwa rolne uważa się jednostkę, w której powierzchnia użytków rolnych wykorzystywanych do celów rolniczych wynosi co najmniej 1 hektar. Gospodarstwo tego typu uzyskuje dostęp do płatności bezpośredniej w ramach Wspólnej polityki rolnej.
Począwszy od 2010 r. w GUS zastosowano nową definicję gospodarstwa rolnego. Z tego względu wystąpiły różnice w powierzchni ogólnej gospodarstw rolnych i powierzchni użytków rolnych. Różnice wynikały ze zmiany definicji gospodarstwa rolnego, zgodnie z którą, gospodarstwa rolne nie obejmują posiadaczy użytków rolnych nie prowadzących działalności rolniczej oraz posiadaczy do 1 ha użytków rolnych prowadzących działalność rolniczą o małej skali.
Według danych Eurostatu liczba gospodarstw bez ziemi o małej skali działalności rolniczej przedstawiała się następująco:
- 2010 r. – było 7960 jednostek;
- 2013 r. – było 7450 jednostek;
- 2016 r. – było 5540 jednostek.

Gospodarstwa bez ziemi według płci osoby kierującej gospodarstwem (w 2013 r.):
- kobiet – było 2980 osób (37,4%);
- mężczyzn – było 4980 osób (62,6%).

Gospodarstwa bez ziemi według grup wieku osoby kierującej gospodarstwem rolnym (w 2013 r.):
- w wieku do 34 lat – 1100 osoby (13,8%);
- w wieku 35–64 lat – 5740 osoby (72,1%);
- w wieku ponad 65 lat – 1120 osoby (14,1%).